# Loweina interrupta
Loweina interrupta är en fiskart som först beskrevs av Tåning 1928.  Loweina interrupta ingår i släktet Loweina och familjen prickfiskar. Inga underarter finns listade i Catalogue of Life.